# Curt Clawson

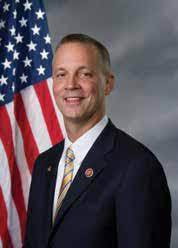
Curt Clawson, 2014

Curtis J. „Curt“ Clawson (* 28. September 1959 in Tacoma, Washington) ist ein US-amerikanischer Politiker. Zwischen Juni 2014 und dem 3. Januar 2017 vertrat er den Bundesstaat Florida im US-Repräsentantenhaus.

## Werdegang
Im Jahr 1978 absolvierte Curt Clawson  die Batesville High School in Indiana, wo er ein guter Basketballspieler war. In den folgenden Jahren setzte er seine Ausbildung an der University of Utah, an der Purdue University und an der Harvard University fort. Danach wurde er als privater Geschäftsmann tätig. Bis heute ist er Präsident der Firma American National Can. Zuvor war er in den 1980er und 1990er Jahren auch bei anderen Unternehmen beschäftigt.
Politisch schloss sich Clawson der Republikanischen Partei an. Nach dem Rücktritt des Kongressabgeordneten Trey Radel wurde er mit Unterstützung des der Tea-Party-Bewegung nahestehenden Tea Party Express bei der Nachwahl im 19. Wahlbezirk des Staates Florida zu dessen Nachfolger gewählt. Nachdem er sich in den republikanischen Vorwahlen vor der Staatssenatorin Lizbeth Benacquisto durchgesetzt hatte, erreichte er bei der eigentlichen Wahl einen Stimmenanteil von 66,95 Prozent. Seine Gegenkandidatin April Freeman von der Demokratischen Partei kam auf 29,32 Prozent. Clawson trat sein neues Mandat am 25. Juni 2014 an. Nach einer Wiederwahl bei den regulären Kongresswahlen des Jahres 2014 konnte er am 3. Januar 2015 eine reguläre Amtszeit antreten, die bis zum 3. Januar 2017 läuft. Da er im Jahr 2016 nicht mehr kandidierte scheidet er zu diesem Zeitpunkt wieder aus dem Kongress aus.